# Карабау (Сарыагашский район)
Карабау (каз. Қарабау, до 2008 г. — 13 лет Казахской ССР) — аул в Сарыагашском районе Туркестанской области Казахстана. Входит в состав Жибекжолинского сельского округа. Код КАТО — 515461700.

## Население
В 1999 году население аула составляло 696 человек (350 мужчин и 346 женщин). По данным переписи 2009 года, в ауле проживало 890 человек (425 мужчин и 465 женщин).